# Əyyub Abbasov
Əyyub Cəbrayıl oğlu Abbasov (russisch Эйюб Джебраил оглы Абасов Eijub Dschebrail ogly Abassow, auch Ayyub Abasov, geb. 1905 in Şəki; gest. 18. Dezember 1957 in Baku) war ein sowjetisch-aserbaidschanischer Schriftsteller.

## Leben
Abbasov wurde in eine Bauernfamilie geboren und war zunächst Landarbeiter. 1929 trat er der KPdSU bei. 1932 schloss er sein Studium am Pädagogischen Institut in Baku ab und begann im selben Jahr mit seinen ersten Veröffentlichungen, während er nebenbei für verschiedene Zeitungen arbeitete. Er schrieb die Gedichte Schiff unter roter Flagge (1953), das der sowjetischen Hilfe in Indien gewidmet ist, und Ein Wort der Wahrheit (1953), welches von den Heldentaten der brasilianischen Sozialaktivistin Eliza Branco handelt. Sein Roman Zangezur (2 Bände, 1956/57) schildert den Kampf der Aserbaidschaner und Armenier für die Sowjetunion. Er schrieb auch Gedichte und Theaterstücke für Kinder und übersetzte Marschak und Tuwim ins Aserbaidschanische.

## Auszeichnungen
- Verdienter Kunstarbeiter der Aserbaidschanischen SSR, 1954